# Tabasco-sovs
Tabasco-sovs er en særlig stærk pebersovs fremstillet af tabasco-peber, eddike, husholdningssalt og chili som bliver lagret på egetræsfade. Hovedingrediensen er chili, og sovsen har en stærk krydret smag og er populær verden over.
Tabasco-sovs fremstilles af The McIlhenny Company på Avery Island, en højderyg (salthorst) i den sydlige del af Louisiana, USA. Virksomheden blev grundlagt i 1868 af Edmund McIlhenny og hustru Mary Eliza Avery, som efter den amerikanske borgerkrig slog sig ned her og begyndte at fremstille pebersovsen. I 1870 fik de patent på opskriften, som fortsat anvendes til fremstilling af Tabasco.. Al Tabasco Sauce, der sælges i dag, fremstilles på Avery Island, men chilifrugterne der anvendes, dyrkes nu mest i Mellemamerika. Frøene kommer stadig fra "øen", og saltet kommer fra salthorsten.